# 节拍

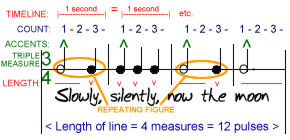
音乐和歌词的节拍

在音乐中，节拍（英語：meter，实际应用俗称「time」）指有规律地重复出现的重音，如小节和拍子。全世界的音乐中存在演奏节拍的众多系统，如印度的塔拉体系，或阿拉伯、非洲的类似体系。西方音乐中，节拍的概念承袭自诗歌（Scholes 1977; Latham 2002b），即一节诗中的行数、一行中的音节数，以及音节之间的长短、强弱格局（Scholes 1977; Latham 2002b）。现代西方音乐的第一个自洽的节奏记谱体系，源自古希腊古典诗歌和拉丁诗歌中基于音步基本类型的定量节拍所形成的节奏模式(Hoppin 1978，221)。后来，帕凡或嘉雅舞曲体裁中的乐句，是为了配合一定速度和拍号下固定的舞步。英文“measure”一词，最早是指诗歌节律、一小节音乐的周期性时长，也可指四小节、八小节或十六小节的一系列音符、词语、动作组成的整句旋律(Merriam-Webster 2015)。

## 节拍结构
meter一词没有很精确的定义（Scholes 1977）。Stewart Macpherson偏向于将其定义为“时间”和“节奏轮廓”（MacPherson (1930，3)），而Imogen Holst称作“有量节奏”（Holst (1963，17)）。但Justin London的专著中认为节拍是“从音乐表层节奏的时间中抽象出的、对一连串节拍的感知和期待”（London 2004，4）。对节奏的“感知”和“抽象”，正如将完全相同的钟表声区别为“滴-答-滴-答”的分组那样，是人类参与音乐的基本本能（Scholes 1977）。“反复出现的节奏”是两层运动互相作用的结果，快的一层是脉冲，慢的一层将拍子组织成循环的分组（Yeston 1976，50–52）。Joel Lester在他的《调性音乐的节奏》（The Rhythms of Tonal Music）中认为，“节拍层级一旦建立，听众脑中只需要最少的线索便可以维持这种节拍组织”（Lester 1986，77）。

节拍层级：拍层在中间，上面是分拍层，下面是合拍层。

“节拍可以定义为强、弱拍规律交替的模式。在一部作品的开头，用拍号来确定这种反复出现的时长模式……尽管节拍一般是由拍号指定好的，但节拍绝不仅仅是一种记谱元素。”(Benward and Saker 2003，9)定义节拍需要先对强脉冲规律出现的模式——脉冲群（对应诗歌中的音步）。脉冲群的常见定义方法是：将重拍当作第一个脉冲，然后连同下一个重拍出现前的所有脉冲一并算作一个脉冲群（MacPherson 1930，5; Scholes 1977）。节拍一般都能拆分成二拍子和三拍子（MacPherson 1930，5; Scholes 1977）。
由节拍呈现出的音乐结构组织，是曲式的最底层基础（MacPherson 1930，3）。
从时间的各个属性上对节奏分类，一般地可分为节拍节奏、时长节奏和自由节奏（Cooper 1973，30）:
- 节拍节奏（metrical rhythm）：是目前西方音乐中最普遍的一类，拍号的数值是某个固定单位（一拍）的倍数或分数，重拍有规律地出现，形成系统性的编组（小节、乘法节奏）。
- 时长节奏（measured rhythm）：拍号的数值是某一时间单位的倍数或分数，但没有固定出现的重拍（附加节奏）。
- 自由节奏（free rhythm）：既没有时间单位，也没有固定重拍。

像咏唱之类的音乐，节奏更自由，好比散文与韵文的节奏关系（Scholes 1977）。1950年代起的一些图形谱音乐作品、尺八的本曲等音乐，可以认为是无节拍的（Karpinski 2000，19）。意大利语术语senza misura（意为“无节拍”），表示不按拍子，而按时间来决定一小节的长度（Forney and Machlis 2007）。
节拍结构包括了节拍、速度，以及一切产生时间秩序和结构的节奏因素，在此之上呈现出一切音乐作品的前景细节或时值模式（Wittlich 1975，第3章）。节拍层次有多个：拍层是乐曲基本时间单位上的脉冲。更快的是分拍层，更慢的是合拍层（Wittlich 1975，第3章）。节奏单位是指某个节拍层次上一定时长的脉冲所占时间中的时值模式。

## 常见的节拍种类

### 依每小节拍数分类

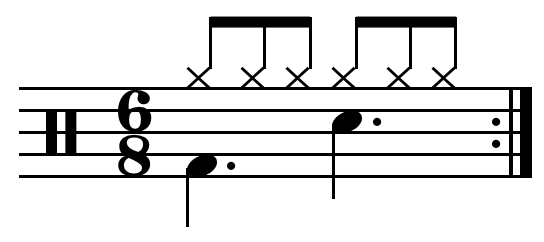
复二拍子鼓点：两拍，每拍三等分

#### 二拍子
二拍子(duple meter)是每小节分成两拍，或2的倍数拍（四拍子）。
例如，
的拍号（可读作“二拍四”）表示以四分音符（4）为一拍，每小节有两拍（2）。
以附点四分音符为一拍，每小节2拍。

#### 三拍子
三拍子(triple meter)将每小节三等分，或三的倍数等分。例如，
的拍号表示以四分音符（4）为一拍，每小节有3拍（3）；而
中，以附点四分音符为一拍，每小节3拍。

#### 四拍子
四拍子(Quadruple meter)将每小节四等分，或四的倍数等分。例如，
，以四分音符为一拍，每小节4拍；以及
，以附点四分音符为一拍，每小节4拍。

### 依分拍方式分类

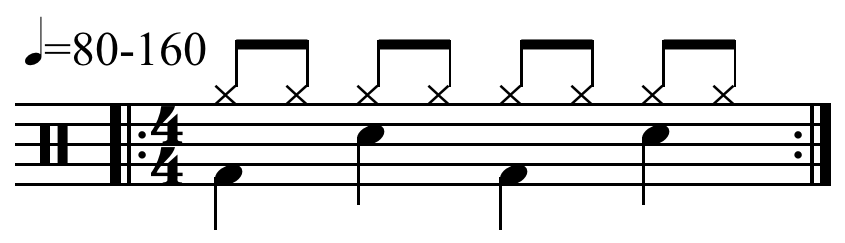
单四拍子鼓点：四拍，每拍二等分。

依分拍的不同方式，节拍可分为单拍子和复拍子。

#### 单拍子
单拍子（simple meter）指每拍自然二等分的节拍。拍号的分子可以是2、3或4。
例如，
拍是以四分音符为一拍，每小节有三拍，每拍又等分为两个八分音符，所以是单拍子；具体来说，是“单三拍子”，因为每小节有三拍。单二拍子和单四拍子也是常见的节拍。

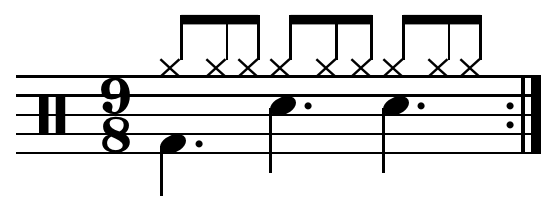
复三拍子鼓点：三拍，每拍三等分

#### 复拍子
复拍子（compound meter），是指每拍自然三等分的节拍，即每拍含有三个脉冲（Latham 2002a）。拍号的分子是6、9、12。
复拍子的拍号体现的不仅是每小节的拍数，还有每拍的分拍数。例如，复二拍子（两拍，每拍三等分）拍号的分子是6，如
。与此相对的
每小节也是6个八分音符的长度，但惯例上属于单三拍子：四分音符单位的三拍。
复拍子可举例如下：
- （复二拍子）有两拍，每拍三等分。即第一个八分音符主重拍，第四个八分音符是次重拍。
- （复三拍子）有三拍，每拍三等分。即第一个八分音符主重拍，第四、七两个八分音符次重拍。
- （复四拍子）有四拍，每拍三等分。即第一个八分音符主重拍，第四、七两个八分音符次重拍。

虽然
和
不可混淆，但它们每小节的总时值相等，所以只要变化重拍位置就可以互相衔接。例如伦纳德·伯恩斯坦在他的歌曲"America"中就挖掘了这种双重的解读方式：

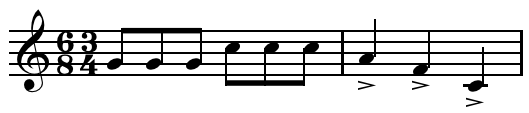
《西区故事》："I like to be in A-mer-i-ca"

三等分的复拍子理论上可以用三连音改写成等价的单拍子；同样，单拍子也能用附点音符来改写成复拍子。然而，实际上很少这样做，因为速度改变时它会打乱指挥手势。指挥
时，指挥家一般每小节打两拍，除非速度特别慢时，才打出全部六拍。
复拍子与轻快活泼的舞蹈性有联系。很多巴罗克舞蹈，如吉格、库朗特，甚至帕西比叶和西西里舞曲都是复拍子。

## 歌曲中的节拍

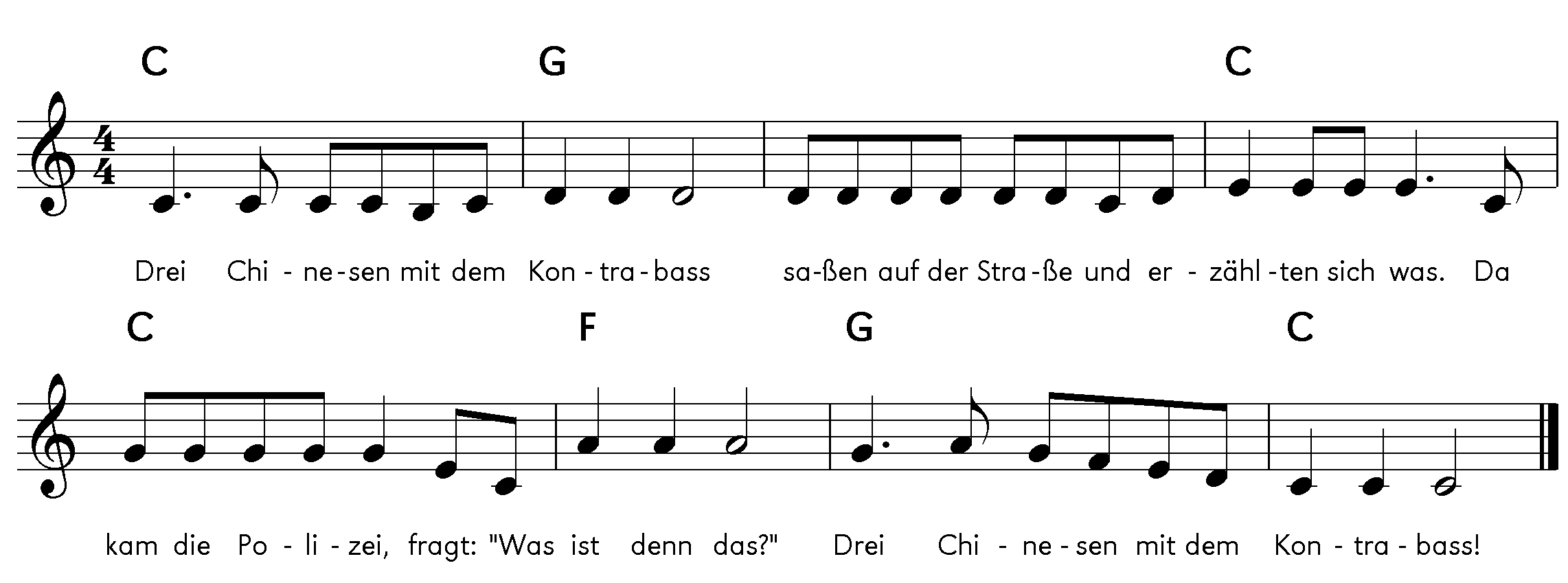
德国儿歌，乐句的节奏型反复四次，形成完整的一节歌词和旋律。

音乐中节拍的概念很大程度上来源于诗歌和歌曲的格律，其中不仅涵盖了音步、脉冲群和音型的基本节奏，也包括它们组成乐句（诗行、对句）、乐句组成旋律、段落或部分（诗节）的节奏与结构安排，直到形成Holst (1963，18)中所称的“所有歌曲的时间形态（time pattern）”（另见曲式）。
传统歌曲和流行歌曲所用的节拍非常有限，所以它们的旋律可以互相替换。早期的赞美歌往往没有记谱，只有旋律，歌手可以配上任何旋律，只要节拍吻合即可。例如，阿拉巴马盲童就将赞美歌《奇异恩典》配上了动物乐队版民歌《日升之屋》。这是因为二者的歌词都是称为“叙事歌律”（赞美歌中称作普通律）的四行诗，分别含有的音节数为8-6-8-6（《古今修订赞美诗集》），押韵格式一般遵循ABAB。每个短行末尾的终止后一般还有停顿，这样形成了8-8-8-8的拍子。在音乐上，这样的终止式就将诗分成对称的两对四小节乐句（MacPherson 1930，14）。
某些地区，如巴尔干半岛的音乐（例如保加利亚音乐、马其顿的3+2+2+3+2节拍），使用大量的不规则节拍或复合节拍。另称附加节拍（London 2001，§I.8）、不完整拍（Read 1964，147）。

## 舞曲中的节拍

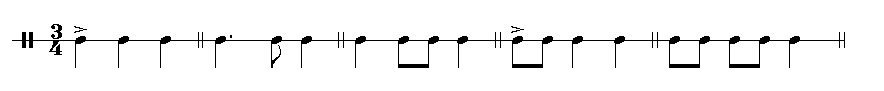
圆舞曲的典型节奏型（Scruton 1997）

无论华尔兹、探戈，对每一种节奏型、速度鲜明的舞蹈音乐来说，节拍都是至关重要的。例如，The Imperial Society of Teachers of Dancing (1983)将探戈定义为每分钟约66拍的
拍舞蹈。

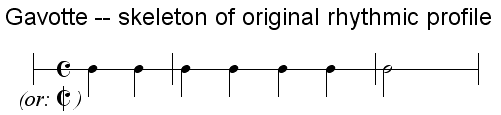

前后方向的基本步占一拍，称作“慢”，于是完整的“左-右”步正好等于一个
拍小节。
但转步、截步这样的舞步需要“快”步，时间减半，整个舞步需要3-6个“慢”拍。它需要整合成“套路”，以与整段音乐保持时间同步。

## 古典音乐的节拍

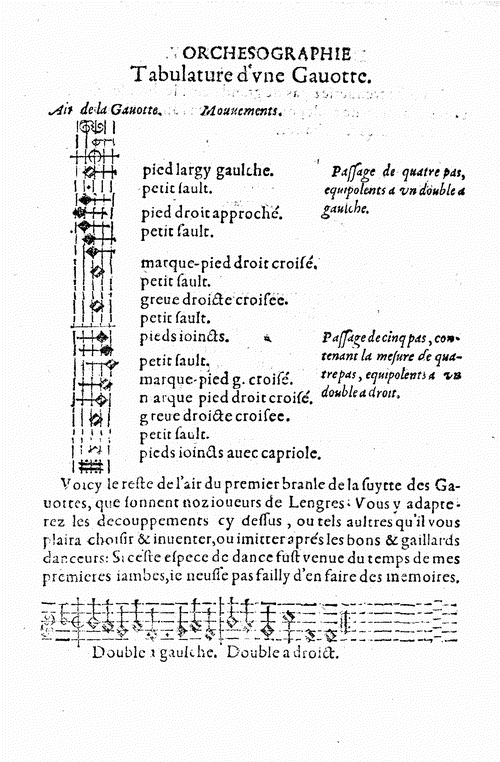
与加沃特舞曲的典型节奏相配的舞步。全欧洲的民间舞曲风格都具有巴罗克组曲的节拍特征。

共性实践时期（约1600-1900年间）常用的有四大类拍号：
- 单二拍子：每小节两拍或四拍，每拍二等分，使分子成为2或4（
、
、
......
、
、
......）。每小节四拍的，有时会称为“四拍子”。
- 单三拍子：每小节三拍，每拍二等分，拍号的分子是3（
、
、
......）
- 复二拍子：每小节两拍，每拍三等分，拍号的分子是6（
、
、
......）。
- 复三拍子：每小节三拍，每拍三等分，拍号的分子是9（
、
、
......）。

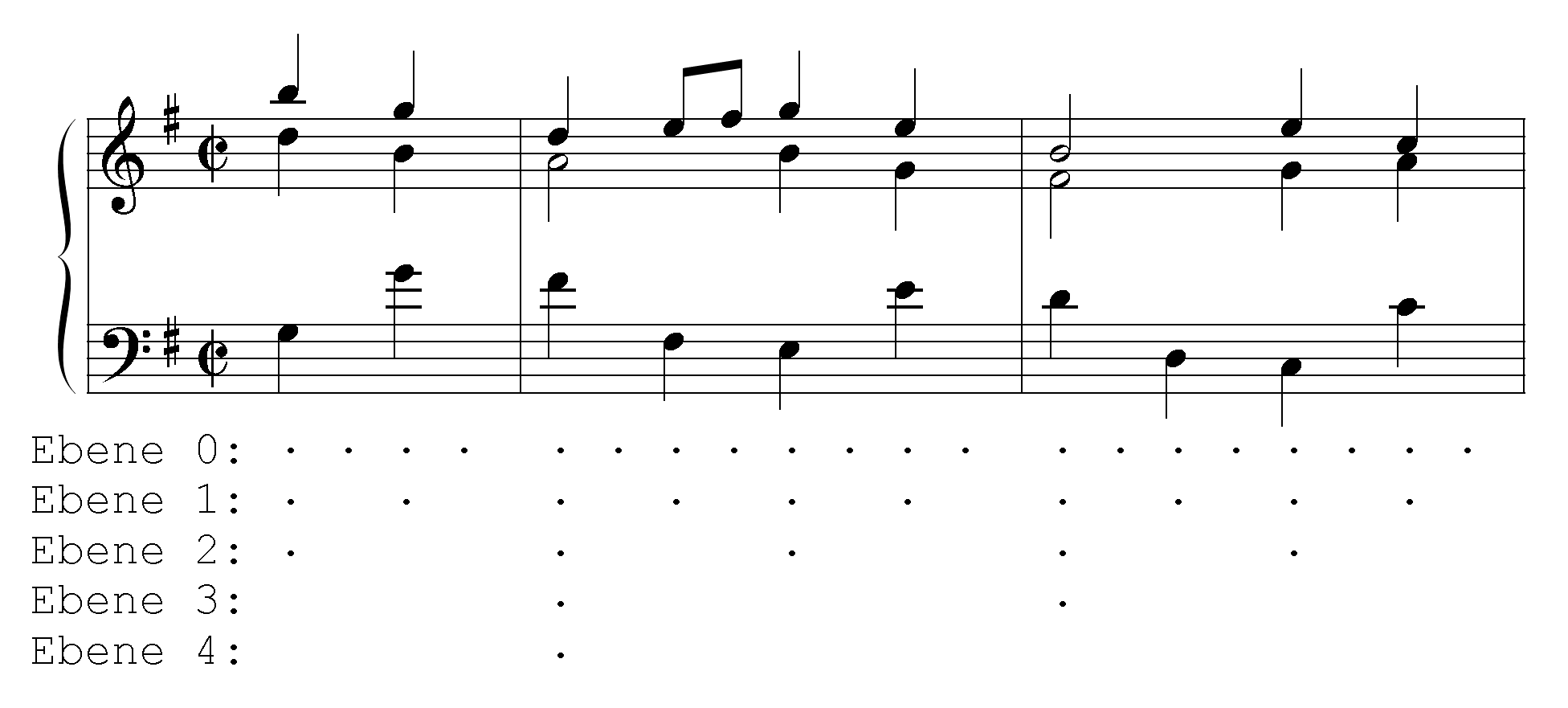
J. S. 巴赫一首加沃特舞曲Ebene（德语：层次）中，对一个乐句节拍层次的节奏分析。

一拍平均分成两半的，是单拍子；三等分的则是复拍子。每小节二等分的是二拍子，三等分的是三拍子。有的人认为有“四拍子”，但也有人认为“四拍子”不过是两个二拍子。除此之外的分法都被认为是附加拍，如一小节五拍，可分为二拍子+三拍子（12123）或三拍子+二拍子（12312）（按重音位置）。不过有些类型的音乐中，五拍可能作为一个整体（尤其是速度较快时）。

### 变节拍
二十世纪严肃音乐中，变换节拍越来越普遍——尤其是斯特拉文斯基《春之祭》的末尾。转拍（metric modulation），是指由一个节拍单位到另一个节拍单位的无缝衔接。非对称节奏的使用也越来越普遍，如五拍子，或更复杂的附加拍如2+2+3这样每小节有三个不规则重音。一些民间音乐，以及菲利普·格拉斯的音乐中，也用了类似的节拍。附加拍的节拍可以看作是不规则的长节拍，也可以看作是不断变换的短节拍。

## 超节拍（跨小节节拍）

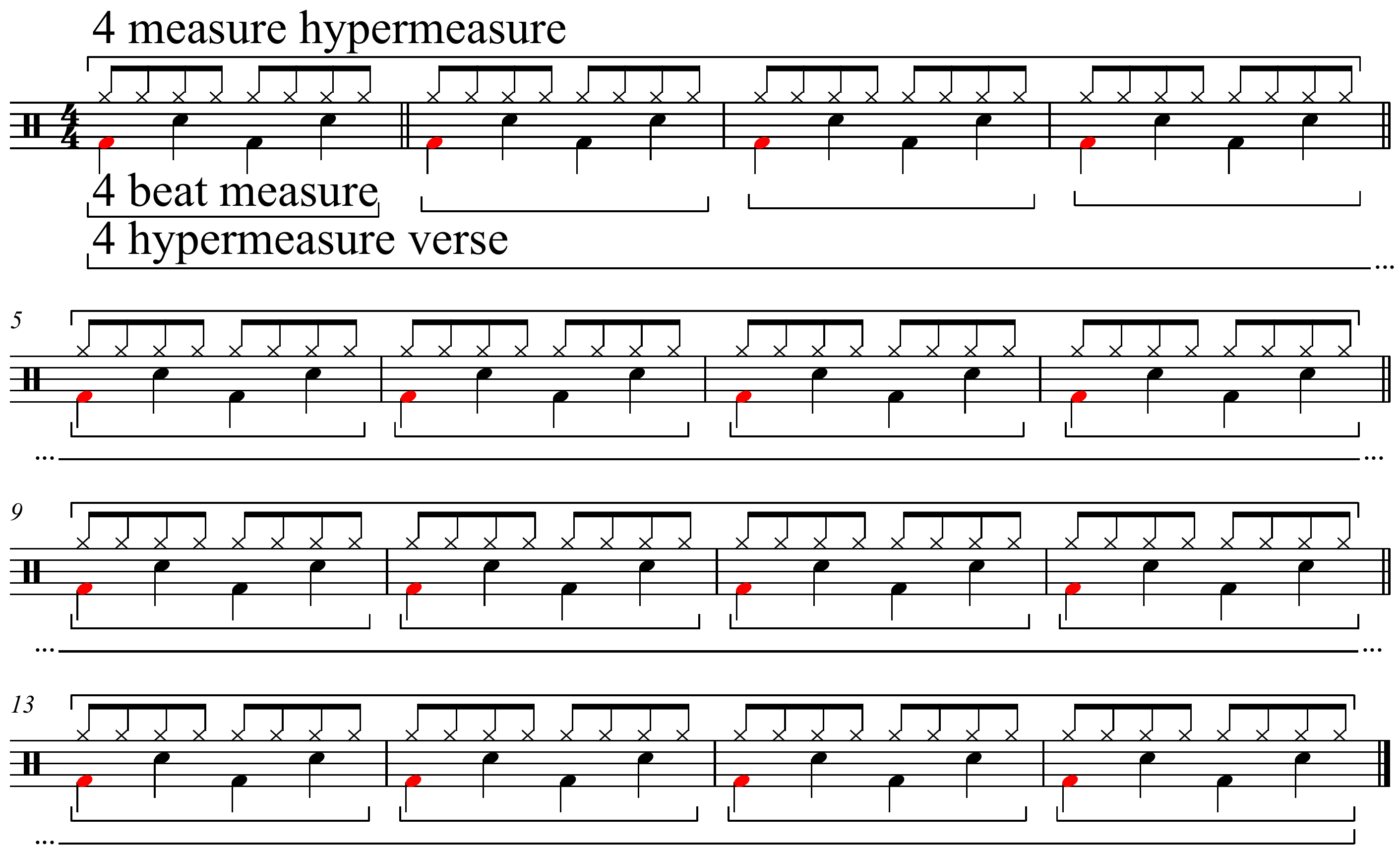
超节拍：每小节4拍，每超小节含4小节，4个超小节组成一段。红色表示跨小节拍子。

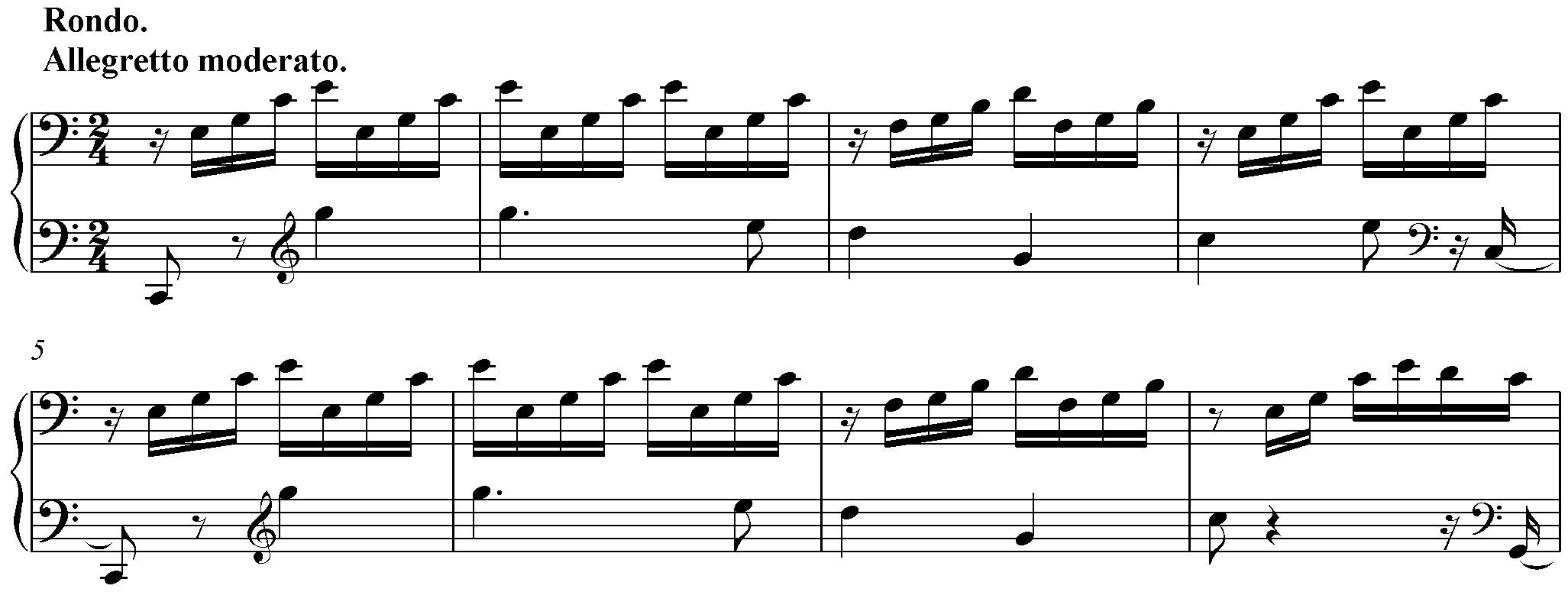
贝多芬瓦尔德斯坦奏鸣曲第三乐章开头。第1-4小节和第5-8小节的旋律（几乎）完全相同，且都是超小节组织。谱例中第1、5小节的C2是超拍的标志。

超节拍（hypermeter）是超小节（hypermeasure）中存在的宏观节拍（而非表层节拍），由超拍（hyperbeat）构成（Stein 2005，329)）。“超节拍和节拍的所有特征一样，只是以整小节作为拍的单位。”(Neal 2000，115)。例如，四小节的超小节是乡村音乐流派的结构原型，是乡村歌曲的结构基础(Neal 2000，115)。另有一些风格中，两小节和四小节的超节拍也很常见。
“超节拍”和“超小节”都是Edward T. Cone (1968)创造的术语，他认为这两个术语的应用范围较窄，并构想了更宏观的“节奏”中的“强拍”和“弱拍”(Berry and Van Solkema 2013，§5(vi))。London (2012，25)争辩说，从多层同时的节拍流（第9页：被听众内化并期待的均匀时间事件）来看，节拍和超节拍并没有原则上的区别，而只是不同层次上的同一现象。Lee (1985)和Middleton运用生成语法的深层结构来描述节拍，说明不同的节拍（
、
等）生成了不同的表层节奏。例如，披头士的"A Hard Day's Night"，去掉“night”的切分节奏，第一句是由
的节拍生成而来的(Middleton 1990，211)：
| 4/4 | 4/4 | 4/4  | 4/4  | 4/4 | 4/4  | 4/4   | 4/4      | 4/4 |
| 2/4 | 2/4 | 2/4  | 2/4  | 2/4 | 1/4  | 1/4   | 1/4      | 1/4 |
| 2/4 | 1/4 | 1/4  | 1/4  | 1/4 | 1/4  | 1/4   | 1/4      | 1/4 |
| 2/4 | 1/8 | 1/8  | 1/8  | 1/8 | 1/4  | 1/4   | 1/4      | 1/4 |
|     |     | It's | been | a   | hard | day's | night... |     |

在此基础上可以加入切分节奏，将“night”提前一个八分音符，这就形成了歌的第一句。（Playⓘ）。

## 复节拍（混合节拍）
参见：复节奏
复节拍（polymeter）中，每小节的长度不同；但因为拍子是稳定的，所以拍号变化并不影响速度（
拍的四小节=
拍的七小节）。例如Edmund Rubbra第二弦乐四重奏题为“复节拍谐谑曲”的第二乐章，四件乐器在9/8、12/8、21/8的拍号之下，小节线几乎一直不重合，但以稳定的三连音织体统一成一个整体(Rubbra 1953，41)。
而复节奏（polyrhythm）中，固定长度的一小节内，拍数有所变化。例如4:3的复节奏，就是在一个声部演奏
拍的情况下，另一个声部演奏
拍；但
拍要适当拖长，以与
拍声部所占时长相等。
更一般地，基础时值和每小节时长都不相等的两个节奏，有时也能结合起来。见复速度（polytempi）。
对复节拍感知的研究显示，有的人从一定的节拍框架中提取出多节拍合成后的样式；也有的人只注意其中一个节奏流，而将其他节奏流视为“噪音”。这与格式塔心理学“前景-背景的二元关系是一切认知现象的基础”的宗旨相吻合（Boring 1942，253;(◇)刪後重建 London 2004，49–50）。音乐中，一定数量的拍子过后，两个节拍重合。例如，
拍和
拍每12拍重合一次。
作曲家弗兰克·扎帕在"Toads of the Short Forest"（收入专辑Weasels Ripped My Flesh）中解释道：“此时此刻舞台上，第一鼓手的节拍是
，第二鼓手
拍，贝斯
拍，风琴
拍，铃鼓是
拍，中音萨克斯擤鼻涕。”（(Mothers of Invention 1970)）The Cars的单曲"Touch And Go"中有复节拍主歌段：鼓和贝斯演奏
拍，同时吉他、合成器和人声为
拍（副歌完全在
 拍）（(Cars 1981，15)）。
复节拍也是Djent金属的定义特征，最早由瑞典金属乐队Meshuggah开发，在
拍的背景上频繁使用复节拍，以及罕见节拍和节奏型的循环（Pieslak 2007）。

### 例子
复节拍的视频
| 5/4 · 4/4 | 5/4 · 3/4 | 3/4 · 4/4 |
| 2/4 · 3/8 | 4/4 · 5/8 | 4/4 · 7/8 |
|           |           |           |

各种节拍的音响
1. 每分钟90拍的
拍ⓘ
2. 每分钟90拍的
拍ⓘ
3. 每分钟90拍的
拍ⓘ
4. 每分钟90拍的
拍ⓘ
5. 每分钟120拍的
拍ⓘ

各种节拍的视频
| 6/8 | 9/8 | 12/8 · 12/8 |
| 2/4 | 3/4 | 4/4         |